# Eupithecia infecta
Eupithecia infecta là một loài bướm đêm trong họ Geometridae.